# شاري كون
شاري كون هي قرية تتبع ناحية سروجك في قضاء سيد صادق في محافظة السليمانية شمال العراق.
وقضاء سيد صادق ضمن محافظة حلبجة حسب تقسم إقليم كردستان.